# Taylor Hawkins
Oliver Taylor Hawkins (Fort Worth, Texas, 1972. február 17. – Bogotá, 2022. március 25.) többszörös Grammy-díjas amerikai rockzenész, leginkább a Foo Fighters dobosaként ismert. Mielőtt csatlakozott a zenekarhoz 1997-ben, ő volt Alanis Morissette turné dobosa, valamint a Sylvia progresszív zenekar dobosa, amely a Anyone-ra változtatta a nevét miután a Roadrunner Records kiadóval szerződést írt alá. Unokaöccse, Kevin Harrell mutatta be őt Dave Grohlnak és tagcserék után Hawkins lett végül a Foo Fighters dobosa. Hawkinst szavazták meg 2005-ben a „Legjobb rock dobos”-nak az angol Rhythm dobos magazin által.

## Életútja
Miután elhagyta a Sylvia együttest (később Anyone), dobosként csatlakozott Alanis Morissette-hez. A You Oughta Know és a You Learn című Morissette-videókban már ő szerepelt.

### Foo Fighters

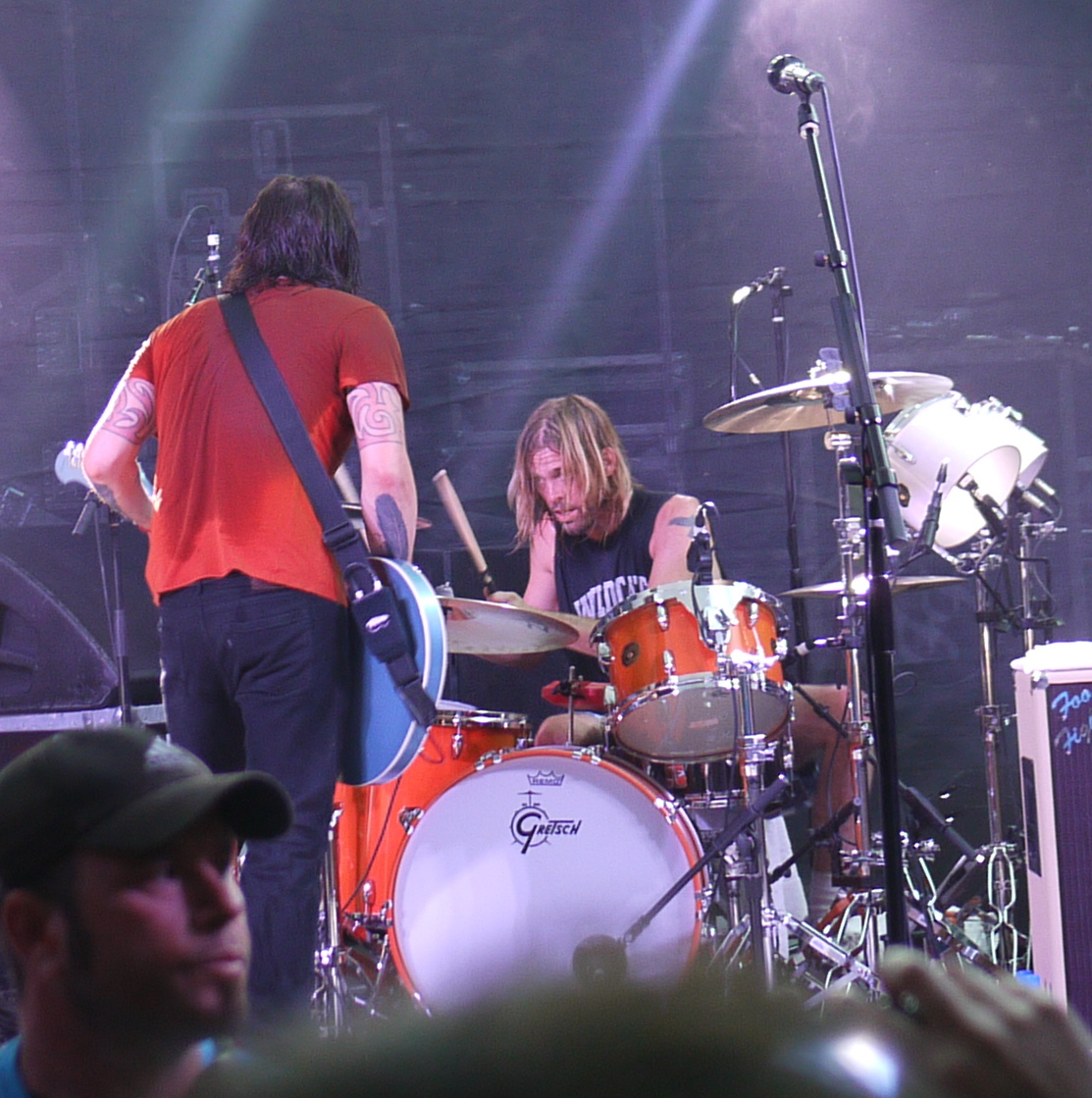
Hawkins a Foo Fighters-szel Austinban, Texas államban, 2011-ben

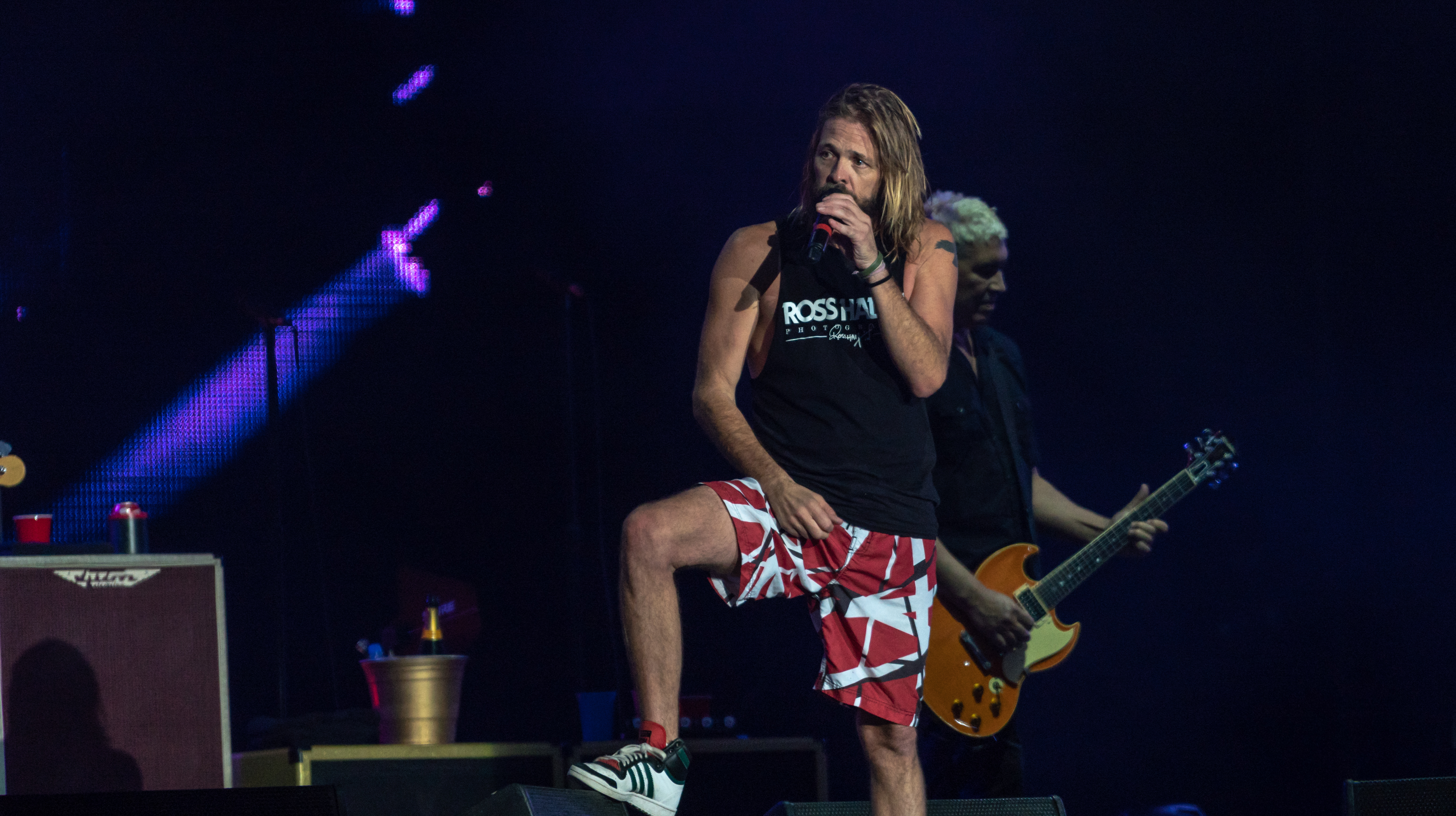
Hawkins énekel egy londoni Foo Fighters koncerten, 2018-ban

A Foo Fighters 1996 tavaszi turnéja után stúdióba vonult Seattle-ben, hogy Gil Norton producerrel együtt működve felvegyék a második albumukat. A felvételek során Dave Grohl és a dobos, William Goldsmith között konfliktus robbant ki, ami végül úgy végződött, hogy Goldsmith elhagyta a zenekart. A zenekar ezután Los Angelesbe ment, ahol szinte teljesen újra felvették az albumot amit Grohl dobolt fel. Az album, The Colour and the Shape címmel került a boltokba, 1997. május 20-án. Grohl felhívta Hawkinst és megkérdezte, ki legyen az új dobos és Grohl meglepetésére, Hawkins önmagát ajánlotta. Egy próbajáték után csatlakozott a zenekarhoz.

### Egyéb projektek
Hawkins részt vett 2007-ben a Live Earth projektben az SOS Allstars tagjaként Roger Taylor (Queen) és Chad Smith (Red Hot Chili Peppers) mellett. Taylor Hawkins közreműködött Slash 2010-ben megjelent szólólemezén, az Ozzy Osbourne által felénekelt Crucify the Dead című dalban.

### Magánélete

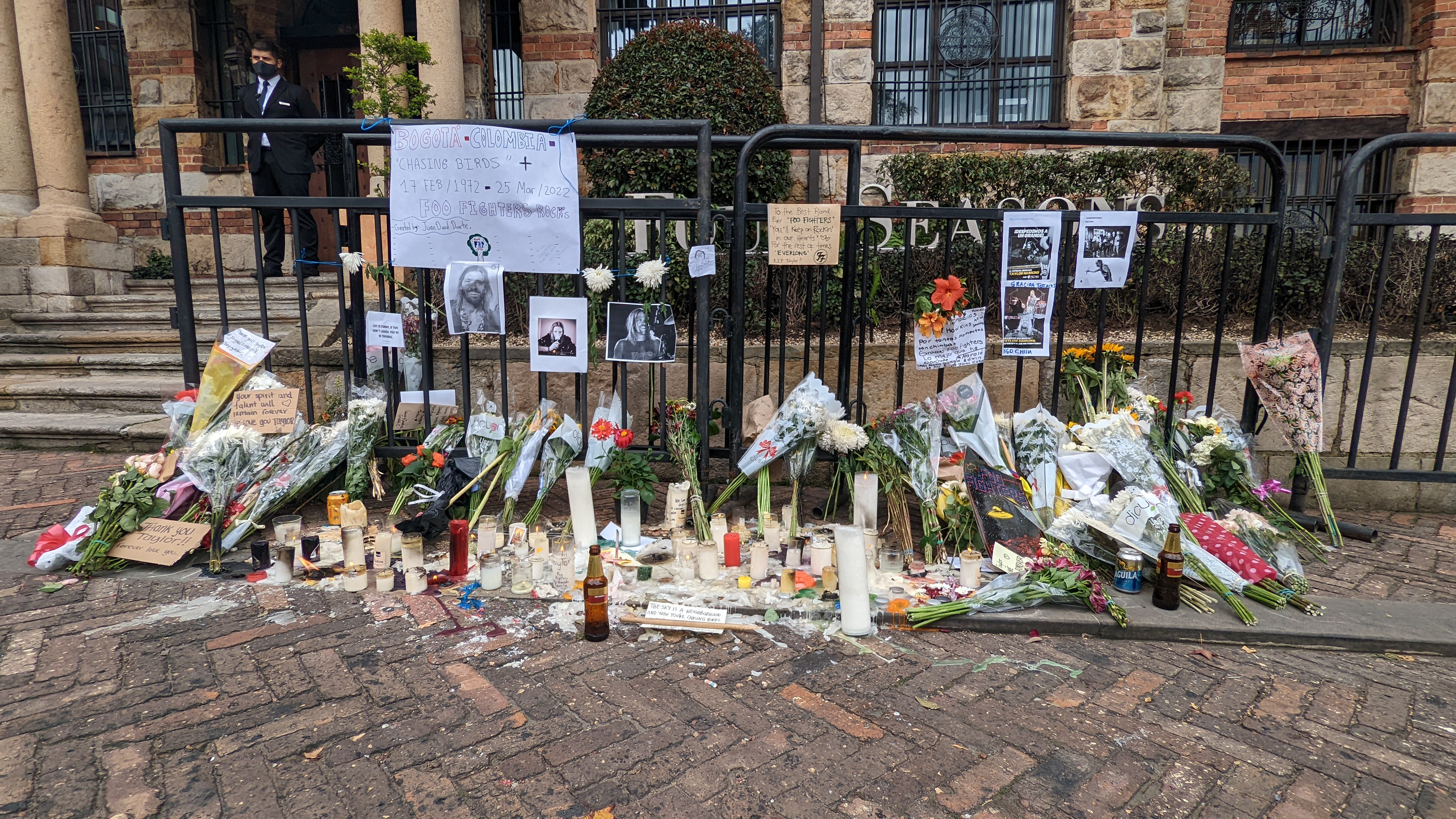
Emlékhely a bogotái Four Seasons Casa Medina hotel előtt, halála után két nappal

Hawkins az 1990-es évek közepétől egészen a végéig függőséggel küzdött, amely eredményeképpen a 2001-es Foo Fighters turnén túladagolta magát fájdalomcsillapítóval. 2022-ben a Foo Fighters együttessel világturnéra utazott, eközben hunyt el. Nős ember volt, özvegye Alison. Egy fiú és két lánygyermekük született. Hawkins haláláig a kaliforniai Topanga Canyonban élt családjával.

## Diszkográfia

### Alanis Morissette
- Jagged Little Pill, Live (1997)

### Foo Fighters
- There Is Nothing Left to Lose (1999)
- One by One (2002)
- In Your Honor (2005)
- Echoes, Silence, Patience & Grace (2007)
- Wasting Light (2011)
- Sonic Highways (2014)
- Saint Cecilia (EP) (2015)
- Concrete and Gold (2017)
- Medicine at Midnight (2021)

### Nighttime Boogie Association
- Long In The Tooth/The Path We’re On (Single) (2020)

### NHC
(Dave Navarro, Chris Chaney és Hawkins)
- Feed The Cruel/Better Move On (Single) (2021)
- Devil That You Know/Lazy Eyes (Single) (2021)
- Intakes & Outtakes (EP) (2022)

### Taylor Hawkins and the Coattail Riders
- Taylor Hawkins and the Coattail Riders (2006)
- Red Light Fever (2010)
- Get the Money (2019)

### The Birds of Satan
- The Birds of Satan (2014)

### Coheed and Cambria
- Good Apollo, I'm Burning Star IV, Volume Two: No World for Tomorrow (2007)

### Szólóban
- Taylor Hawkins (EP) (1996-as kiadatlan felvétel)
- KOTA (EP) (2016)[9]

### Egyéb
- Help Wanted (2008) – Eric Avery
- Sound City: Real to Reel (2013) – 3 dal a következőkkel: Dave Grohl, Stevie Nicks, Rami Jaffee, Rick Springfield, Nate Mendel, Pat Smear, Lee Ving, Alain Johannes
- Rush 2112: 40th Anniversary – a Rush 2112 c. számának első, Overture c. elrendezését játssza a következőkkel: Dave Grohl, Nick Raskulinecz
- Kind Heaven (2019) – Perry Farrell
- Plastic Hearts (2020) – Miley Cyrus
- The Lockdown Sessions (2021) – Elton John

## Fordítás
- Ez a szócikk részben vagy egészben  a   Taylor Hawkins című angol Wikipédia-szócikk ezen változatának fordításán alapul.  Az eredeti cikk szerkesztőit annak laptörténete sorolja fel. Ez a jelzés csupán a megfogalmazás eredetét és a szerzői jogokat jelzi, nem szolgál a cikkben szereplő információk forrásmegjelöléseként.